# Le Bracelet de grenats
Pour plus de détails, voir Fiche technique et Distribution.
Le Bracelet de grenats (Гранатовый браслет, Granatovyy braslet) est un film soviétique réalisé par Abram Room, sorti en 1964,, d'après la nouvelle d'Alexandre Kouprine (1911).

## Synopsis
Le jour de sa fête de nom de baptême, la princesse Véra Nikolaïevna reçoit d'un ancien admirateur anonyme un bracelet de rares grenats verts. Étant mariée, elle considère qu'il n'est pas convenable de recevoir un tel présent.
Son frère, Nikolaï Nikolaïevitch, assistant d'un procureur, et le mari de la princesse, Vassili Lvovitch, parviennent à découvrir qui est l'auteur de ce cadeau. Il s'agit d'un modeste fonctionnaire, du nom de Guéorgui Jeltkov. Il y a plusieurs années, il a aperçu dans sa loge la princesse Véra au cours d'un représentation de cirque et est tombé amoureux, d'un amour pur et sans retour. Plusieurs fois par an, il se permet les jours de fête de lui écrire des lettres. Mais désormais, après une conversation avec le prince, il éprouve de la honte d'avoir pu compromettre ainsi une femme innocente. Cependant son amour pour elle est tellement profond et désintéressé, qu'il ne peut consentir à mettre fin à cette idylle secrète, comme le lui ordonnent le prince et le frère de Véra.
Après leur départ, il écrit une lettre d'adieu à Véra Nikolaïevna, après avoir pris le bracelet qui lui a été rendu avec une demande de faire don du bracelet à l'église. Il s'enferme dans sa chambre et se suicide, ne voyant pas l'intérêt de vivre encore.

## Fiche technique
- Réalisation : Abram Room
- Scénario : Anatoli Granberg, Abram Room
- Photographie : Leonid Kraïnenkov
- Décors : Orest Alikine, Abram Freïdin, Irina Schroeter
- Montage : M. Renkova
- Production : Mosfilm
- Pays : URSS
- Genre : drame
- Durée : 90 minutes
- Sortie : 1964

## Distribution
- Ariadna Chenguelaïa : la princesse Véra
- Oleg Ozerov : Guéorgui Stépanovitch Jeltkov
- Oleg Bassilachvili : le prince Vassili Lvovitch Schein
- Vladislav Strjeltchik : Nikolaï Nikolaïevitch Mirza-Touganovski
- Natalia Maliavina : Anna Nikolaïevna von Friesse, sœur de Véra et Nikolaï
- Youri Averine : Gustav von Friesse
- Olga Jiznieva : Mme Zarjitskaïa
- Leonid Gallis : le général Anossov
- Janna Terterian : Jenny Reiter
- Grigori Gaï : Alexandre Kouprine
- Pavel Massalski : patron de Jeltkov